# Bitka pri Bull's Ferry
Bitka pri Bull's Ferryju 20. in 21. julija 1780 je bila prizorišče napada dveh ameriških brigad pod vodstvom brigadnega generala Anthonyja Wayna na skupino lojalistov, ki jih je vodil Thomas Ward. Lojalisti so uspešno obranili utrdbo pred neučinkovitim bombardiranjem štirih ameriških topov in neuspešnim poskusom Waynovih čet, da bi zavzele položaj. Med akcijo so ameriški lahki dragonci pod vodstvom majorja Henryja Leeja III odgnali veliko število goveda, ki so ga hranili na območju za uporabo britanskih sil, nameščenih v New Yorku. Spopad je navdihnil britanskega majorja Johna Andréja, da je napisal satirično balado z naslovom The Cow Chace. Spopad se je odvijal pri Bulls Ferryju, New Jersey, v severnem gledališču ameriške revolucionarne vojne po Saratogi. V tej fazi konflikta so se na severu dogajali le napadi in manjše akcije.

## Ozadje
Bitka pri Monmouthu 28. junija 1778 je bila zadnji pomembnejši spopad na severu. Po bitki je George Washington s svojo vojsko odkorakal v New Brunswick, New Jersey, kamor je prispel 2. julija. Pustil je brigado Williama Maxwella v New Jerseyju, glavni del ameriške vojske pa je prečkal reko Hudson. Do 24. julija je Washingtonova vojska prispela v White Plains, New York in postavila britansko garnizijo New Yorka v blokado, ki je trajala do konca vojne. Konec julija je francoski admiral Charles Hector, comte d'Estaing, prispel pred Sandy Hook, New Jersey, z eno 90-topovsko linijsko ladjo, eno 80-topovsko, šestimi 74-topovskimi, dvema 64-topovskima in eno 50-topovsko, ter štirimi fregatami. Močno prekašan v ognjeni moči, se je admiral Sir Richard Howe pripravljal na obrambo vhoda v newyorško pristanišče s šestimi 64-topovskimi, tremi 50-topovskimi, šestimi fregatami, štirimi galejami in oboroženo trgovsko ladjo. Medtem je britanski poveljnik Sir Henry Clinton pri Sandy Hooku potreboval Howove ladje za prevoz svoje vojske v New York, sicer bi bil lahko ujet. D'Estaing, čigar večja plovila so imela ugrez 9,1 m, so lokalni piloti obvestili, da je nad plitvino le 7 m vode. Zjutraj 22. julija je razočarani francoski admiral odplul. Tisto popoldne je visoka plima potisnila 9,1 m vode čez plitvino in tako je bila zamujena priložnost za končanje vojne leta 1778.
27. septembra 1778 so Britanci uničili 3. kontinentalni lahki dragonski polk v pokolu pri Baylorju. Na ameriški strani je Anthony Wayne izvedel briljanten udar v bitki pri Stony Pointu 16. julija 1779. Temu podvigu je 19. avgusta 1779 sledil še en uspešen napad Henryja Leeja III. v bitki pri Paulus Hooku.
S skupno 27.000 vojaki na atlantski obali Severne Amerike se je Clinton odločil za napad na Charleston, Južna Karolina. Pustil je Wilhelma von Knyphausena, da drži New York z 10.000 vojaki, Clinton pa se je 26. decembra 1779 vkrcal na jug z 8.700 vojaki v floti Mariota Arbuthnota. Clinton je bil kasneje okrepljen, tako da je njegova vojska štela 12.500 mož. Kasnejša kapitulacija vojske Benjamina Lincolna v obleganju Charlestona 12. maja 1780 je predstavljala največjo ameriško množično predajo v vojni. Ujetih je bilo kar 5.500 mož, vključno z 2.650 nenadomestljivimi vojaki kontinentalne vojske. Pustil je lorda Charlesa Cornwallisa v Južni Karolini z dvema tretjinama vojske, Clinton pa se je vrnil v New York.
Medtem je Knyphausen junija 1780 izvedel napad na Springfield. Hesenski general je 7. junija začel s 5.000 možmi. Tistega dne, uspešno sta ga blokirala kontinentalna vojska in milica Eliasa Daytona v bitki pri Connecticut Farms. Clinton se je 17. junija vrnil v New York. Ko je slišal, da je francoska flota in vojska na poti v Newport, Rhode Island, je britanski poveljnik poslal nekaj ladij po Hudsonu, da bi Američanom otežil prehod na vzhodno stran in pridružitev Francozom. Washington je svojo vojsko premaknil, da bi pokril svojo ključno utrdbo v West Pointu, New York, na Hudsonu, Nathanaelu Greeneu pa je prepustil, da zaščiti njegovo bazo v Morristownu, New Jersey. 23. junija je Knyphausen napadel Morristown. V bitki pri Springfieldu (1780) je Greeneova divizija upočasnila napad hesenskega generala. Tistega večera se je Knyphausen umaknil na Staten Island.

## Bitka
20. julija 1780 je Washington ukazal Waynu, naj vzame 1. in 2. pensilvansko brigado, štiri topove in 4. kontinentalne lahke dragonce Stephena Moylana, da uničijo britansko utrdbo v Bulls Ferryju v Bergen Townshipu, New Jersey (1661–1862), nasproti New Yorka. Utrjeno postojanko je držalo 70 lojalistov pod poveljstvom Thomasa Warda, ki je služila kot baza za britanske operacije sečnje lesa in zaščito pred napadi ameriške milice.
Takrat so Britanci držali govedo in konje na Bergen Necku na jugu, na dosegu roke nabiralcev iz britanske garnizije v Paulus Hooku, Jersey City. Drugi motiv za Waynovo operacijo je bil zaseg živine za uporabo Washingtonove vojske. Wayne je poslal svojo konjenico pod vodstvom Leeja, da zbere govedo, sam pa je vzel tri polke in topništvo, da napade utrdbo.
Zgodaj 21. julija je Wayne bombardiral utrdbo s svojimi štirimi topovi, vendar po eni uri ni bilo opaznih rezultatov. Potem ko so jih zasuli z natančnim ognjem iz utrdbe, so ameriški vojaki iz 1. in 2. pensilvanskega polka postali nestrpni. Kljub poskusom njihovih častnikov, da bi jih ustavili, so vojaki drveli naprej skozi abatis do vznožja palisade. Ko so bili tam, so ugotovili, da je nemogoče vdreti v obrambne objekte in so bili prisiljeni k umiku.

## Rezultat
Poleg balade Johna Andréja so bile posledice spopada izguba življenj in zaseg živine. Wayne je poročal o izgubah 15 ubitih vojakov, ter treh častnikov in 46 ranjenih vojakov. Clinton je ocenil, da je imel Wayne na voljo skoraj 2.000 vojakov. Priznal je izgubo 21 žrtev in poročal, da je 50 krogel prodrlo v utrdbo. V poetični opombi na koncu The Cow Chace je André namignil, da je bilo ubitih pet lojalistov.
Pet beguncev (res je) je bilo najdenih,
Trdih na tleh utrdbe;
Toda potem se misli, da je strel šel okoli,
In noter skozi zadnja vrata.
V eni kitici se je André norčeval iz ameriških trditev, da njihove topovske krogle ne morejo poškodovati utrdbe.
Noben strel ni mogel preiti, če boste vzeli
Generalovo besedo za resnično;
Toda to je prekleta napaka,
Kajti vsak strel je šel skozi.
Lee je zbral precejšnje število goveda in ga vrnil v Washingtonov tabor. Wayne je sežgal čolne drvarjev in ujel nekaj čolnarjev. Iz Andréjeve pete kitice je jasno, da je polkovnik Thomas Proctor poveljeval Wayneovi artileriji. Proctor se je rodil na Irskem ("bolj oddaljeni Shannon").
In sinovi oddaljenega Delawara,
In še bolj oddaljenega Shannona,
In major Lee z redkimi konji,
In Procter s svojim topom.
André se je posmehoval Wayneovemu podrejenemu brigadnemu generalu William Irvine, ki se je boril pri Bull's Ferryju. Britanski major je Irvineu, napačno črkovanemu "Irving", pripisal poveljstvo nad napadom na utrdbo, medtem ko sta imela Wayne in Lee lahko delo z ropanjem goveda.
Ob Irvingovem kimanju je bilo lepo videti,
Kako se je leva stran pripravljala na boj;
Medtem pa sta gonjača, Wayne in Lee,
Odšla na desno.
Dve kasnejši kitici sta se norčevali iz umika Irvineove kolone.
Irving in teror v ospredju,
Sta priletela naokoli;
In top, zastave, konj in človek,
So se valili na cesto.

Še ko je bežal, je bil Irvingov krik,
In njegov zgled tudi,
"Teci, moji veseli možje – Zakaj?
Strel ne bo šel skozi."
Britanski major je celo udaril po Williamu Alexandru, lordu Stirlingu, ki sploh ni bil vpleten v operacijo. Alexander je med letoma 1756 in 1762 neuspešno poskušal zahtevati škotsko grofijo. Njegove navade močnega pitja so bile dobro znane britanskim častnikom.
Naj nihče iskreno ne sklepa,
Da je Stirlingu manjkalo poguma;
Samooklicani plemič bi bil zagotovo tam,
A plemič je bil pijan.
André se je v prvi in zadnji kitici norčeval iz Waynea, pri čemer je aludiral na njegovo predvojno kariero kot strojarja.
Da bi gnal govedo neko poletno jutro,
Se je strojar odpravil na pot;
Tele, ki se še ni rodilo, bo obžalovalo,
Zmedo tistega dne.

In zdaj sem zaključil svojo epsko pesem,
Trebam se, ko jo pokažem,
Da me ta isti bojevnik-gonjač, Wayne,
Ne bi kdaj ujel, pesnika.